# Князев, Николай Иванович
Никола́й Ива́нович Кня́зев (4 августа 1923, Нолинский уезд, Вятская губерния — 6 июня 1994, Чебаркуль, Челябинская область) — сержант РККА, участник Великой Отечественной войны, Герой Советского Союза (1945).

## Биография
Николай Князев родился 4 августа 1923 года в деревне Большие Сушники. Получил начальное образование, после чего работал в колхозе. В мае 1942 года Князев был призван на службу в Рабоче-крестьянскую Красную Армию. С февраля 1943 года — на фронтах Великой Отечественной войны. Участвовал в боях подо Ржевом и Велижем, четыре раза был ранен. Вернувшись на фронт, участвовал в освобождении Украинской ССР. К декабрю 1943 года сержант Николай Князев командовал пулемётным расчётом 1237-го стрелкового полка 373-й стрелковой дивизии 52-й армии 2-го Украинского фронта. Отличился во время освобождения Черкасс и Корсунь-Шевченковской операции.
13 декабря 1943 года во время отражения немецкой контратаки на восточной окраине Черкасс Князев уничтожил более 40 вражеских солдат и офицеров, ведя огонь из двух пулемётов (своего и соседнего, расчёт которого выбыл из строя). 15 февраля 1944 года Князев в составе группы пулемётчиков в районе села Яблоновка Корсунь-Шевченковского района Черкасской области Украинской ССР, зайдя в немецкий тыл,  уничтожил более 50 солдат и офицеров противника. В одном из последующих боёв Князев получил тяжёлое ранение и в декабре 1944 года был демобилизован по инвалидности.
Указом Президиума Верховного Совета СССР от 24 марта 1945 года за «образцовое выполнение боевых заданий командования на фронте борьбы с немецкими захватчиками и проявленные при этом мужество и героизм» гвардии сержант Николай Князев был удостоен высокого звания Героя Советского Союза с вручением ордена Ленина и медали «Золотая Звезда» за номером 6679.
Первоначально проживал на родине, где работал в колхозе, позднее переехал в город Чебаркуль, где работал на местном металлургическом комбинате. Умер 6 июня 1994 года.

## Награды
- медаль «За отвагу» (4.4.1943)[4]
- медаль «За боевые заслуги» (20.9.1943)[5]
- Герой Советского Союза (орден Ленина и медаль «Золотая Звезда»; 24.3.1945)[6]
- орден Отечественной войны 1-й степени (6.4.1985)[3][7].

## Комментарии
1. ↑  Деревня Большие Сушники, относившаяся к Сунской волости Нолинского уезда, в последующем входила в состав Сушниковского сельсовета Сунского района Кировской области; упразднена 12.4.1967[2].